# Hadropareia middendorffii
Hadropareia middendorffii es una especie de pez de la familia de los Zoarcidae en el orden de los perciformes.

## Morfología
- Los machos pueden llegar a alcanzar los 17,8 cm de longitud total.
- Número de vértebras: 106-115.[1][2]

## Hábitat
Es un pez de mar, de clima templado y demersal que vive entre los 0-60 m de profundidad.

## Distribución geográfica
Se encuentra en el Mar de Ojotsk.

## Observaciones
Es inofensivo para los humanos. 